# معدن سنگرود
معدن سنگرود، روستایی از توابع بخش عمارلو شهرستان رودبار در استان گیلان ایران است. این معدن و تمامی متعلقاتش از جمله شهرک‌ها، معادن و سایر تأسیسات آن در زمینهای پاکده قرار دارد ولی به دلیل اهمال و عدم امانتداری مسئولین وقت به نام معدن سنگرود نام گذاری گردید.
همچنین معدن سنگرود از سال ۱۳۹۳ هجری شمسی تعطیل شد و از تابستان ۱۴۰۱ احیای این معدن در دستور کار مسئولین مربوطه قرار گرفته است.

## جمعیت
این روستا در دهستان جیرنده و در حوالی پاکده قرار دارد و براساس سرشماری مرکز آمار ایران در سال ۱۳۸۵، جمعیت آن ۳۵۲ نفر (۹۲خانوار) بوده‌است.